# Ирфон, Хасан
Хаса́н Ирфо́н (тадж. Ҳасан Ирфон) — советский и таджикский писатель, драматург, переводчик. Член Союза писателей Таджикской ССР. Одним из первых таджикских писателей, начал переводить известные иностранные произведения, в том числе произведения русских писателей на таджикский язык.
Хасан Ирфон родился 22 марта 1900 года в городе Самарканде, в персидской семье. Сначала учился в медресе, затем в школе с новым методом преподавания. После этого на два года уехал для учёбы в Петроград (ныне Санкт-Петербург). В 1919 году начал работать переводчиком в таджикском ежемесячнике «Шулаи инкилоб» (тадж. Шуълаи инқилоб). После, некоторое время работал руководителем предприятия по шелководству. Далее работал переводчиком при комитете Самаркандской области, руководителем типографии народного комиссариата по землепользованию Самаркандской области. Также работал преподавателем персидского языка в Узбекском государственном университете (ныне Самаркандский государственный университет). С 1930-х годов начал писать свои рассказы и произведения, переводил на таджикский язык произведения русских писателей, Льва Толстого, Алексея Толстого, Бориса Полевого, Николая Чернышевского, Сергея Бородина и других. Перевел на таджикский язык роман «Тегеран» Герегина Севунца, «Робинзон Крузо» Даниеля Дефо, «Дети капитана Гранта» Жюль Верна, «Спартак» Рафаэлло Джованьоли, «Телефонистку» Хасан Сеидбейли и других.
В 1960 году вышел на пенсию, и вплоть до своей смерти в 1973 году занимался творчеством. В 1961 году стал членом Союза писателей Таджикской ССР. В 1963 году написал роман «В лачуге ремесленников» (тадж. Дар кулбаи косибон), который стал весьма популярным среди читателей, а год спустя написал произведение «Два влюблённых из двух краёв» (тадж. Ду ёр аз ду диёр). В 1970 году роман «В лачуге ремесленников» был издан на русском языке изданием «Советский писатель» в Москве. Умер 22 июня 1973 года. Нет точных данных о месте смерти. По некоторым данным это Душанбе или Самарканд, по другим, Ташкент или Москва.

## Литаретура
- Адибони Тоҷикистон (маълумотномаи мухтасари шарҳиҳолӣ)./Таҳия ва танзими Асрори Сомонӣ ва Маҷид Салим. — Душанбе: «Адиб», 2014. ISBN 978-99947-2-379-9